# Southwell River
Der Southwell River ist ein Fluss im Nordwesten des australischen Bundesstaates Tasmanien.

## Geografie

### Flusslauf
Der etwas mehr als 15 Kilometer lange Southwell River entspringt an den Nordhängen des Mount Cripps,  rund sieben Kilometer nördlich des Cradle-Mountain-Lake-St.-Clair-Nationalparks und fließt zunächst nach Norden. Dann beschreibt er einen Halbkreis nach Westen und Süden und mündet schließlich in den Lake Mackintosh und damit in den Mackintosh River.

### Durchflossene Stauseen
Er durchfließt folgende Seen/Stauseen/Wasserlöcher:
- Lake Mackintosh – 219 m